# Ascidia krechi
Ascidia krechi is een zakpijpensoort uit de familie van de Ascidiidae. De wetenschappelijke naam van de soort is voor het eerst geldig gepubliceerd in 1904 door Michaelsen.